# Aťka Janoušková
Aťka Janoušková, vlastním jménem Vlasta Janoušková (16. března 1930 Praha – 7. března 2019 Praha), byla česká herečka, dabérka a zpěvačka.

## Život
Narodila se jako jediné dítě do středostavovské rodiny pražského klenotníka Rudolfa Janouška. Od dětství se věnovala baletu a hraní v divadle. Již během druhé světové války vystupovala v Národním divadle. Dorostla pouze do výšky 120 cm a v mládí se pokoušela s poruchou vývojového růstu bojovat, nicméně od léčby sama ustoupila.
V době studií na gymnáziu se odehrálo jedno z nejtěžších období jejího života. V srpnu 1943 byli oba rodiče odvlečeni do koncentračního tábora, protože matka byla židovka (ačkoliv byla ve smíšeném manželství prozatím uchráněna transportu). Aťka byla v té době na prázdninách u příbuzných mimo Prahu. Byla svěřena do opatrovnictví tety z otcovy strany. Rodiče byli posláni nejprve do Terezína, a poté rozděleni. Matka se ocitla v Osvětimi a otec strávil dva roky v Dachau, odkud se již nevrátil. Zemřel, pravděpodobně kolem 15. dubna 1945, 14 dní před osvobozením. Maminka přežila zázrakem osvětimské peklo i následný pochod smrti a vrátila se do Prahy.  Sama Aťka později hovořila o velkém štěstí, že nebyla během zatčení rodičů doma. Předpokládala, že vzhledem ke svému růstovému hendikepu by se pravděpodobně stala cílem výzkumných pokusů. Během války tajně vstoupila do Dismanova rozhlasového souboru. 
Matka, Hedvika Janoušková (rozená Neumannová), se po válce podruhé vdala, opět za klenotníka, který měl dvě děti z předchozího manželství, v roce 1948 však zemřel na infarkt. Po válce se Janoušková určitý čas živila jako úřednice-korespondentka. K vystupování na domácích i zahraničních estrádách ji přivedl manažer Lucerny František Spurný. Například s Emanem Fialou dělala kabaret. Jezdila též s R. A. Dvorským, s Jiřím Popperem a později s Josefem Zímou po estrádách, kde měla vlastní blok muzikálových písní. Dokázala vystupovat v cizojazyčných rolích, zejména v němčině i ve francouzštině. V letech 1981–1989 vystupovala v Národním divadle v roli Barborky v opeře Zuzana Vojířová.
Nikdy se neprovdala a neměla děti.
Zemřela 7. března 2019. Když se jí známí nemohli čtyři dny dovolat, zalarmovali policii. Ta ji 9. března 2019 našla bez známek života. Týden nato by Aťka Janoušková oslavila 89. narozeniny.

## Významná díla
Mezi její nejvýznamnější díla patří písničky Králíček Azurit, Spadla kroupa do kraje nebo též Zázračný doktor (známý spíše jako UIUAA nebo Ui=UA²). Poslední jmenovaná píseň z roku 1962 je česká verze Zdeňka Borovce písně Dialog se zázračným doktorem, kterou složil Ross Bagdasarian do amerického kresleného filmu Witch Doctor (1958).
Její díla nikdy oceněna nebyla, na rozdíl od dabingu.[zdroj?]

## Dabing
Stála už u kolébky českého dabingu, ke kterému měla potřebné schopnosti: absolutní soustředění, pohotovost, umění přizpůsobit se původní roli.[zdroj?] Poskytla hlas postavě Dot Warnerové v animovaném seriálu Animáci.
V Československu ji asi nejvíc proslavil dabing animované postavy Včelky Máji.

## Ocenění
V roce 2009 získala Cenu Františka Filipovského za celoživotní mistrovství v dabingu.